# 钠-葡萄糖协同转运蛋白2
钠-葡萄糖协同转运蛋白2（英語：sodium/glucose cotransporter 2，SGLT2）又称钠-葡萄糖耦联转运体2、钠糖转运子2，化学式为：C3377H5241O915N851S43，是由SLC5A2（溶質載體家族5成員2）基因編碼的蛋白質。

## 功能
SGLT2屬於鈉依賴型葡萄糖共同運輸蛋白，是和鈉濃度有關的葡萄糖共同運輸蛋白。SGLT2是腎臟內主要协同转运蛋白葡萄糖重吸收的主要协同转运蛋白。
大部份SGLT2都是位於近端腎小管細胞中S1段和S2段的刷狀薄膜，負責將腎臟中90%的葡萄糖重新吸收，繼而促進葡萄糖穿過腎臟細胞，再吸收到血液中。

## 作用
對健康人士而言，幾乎所有已過濾的葡萄糖都會被SGLTs重新吸收到近端腎小管 (約90％被SGLT2吸收，其餘10％被SGLT1吸收)，然後返回到血液中。當血糖低於某一水平(即是腎糖水平)，腎臟會吸收葡萄糖，因此尿液中幾乎不會含有糖份。

## SGLT2和二型糖尿病
至於糖尿病患者，其血糖水平已超過一般的腎糖水平，令葡萄糖必須通過尿液排出體外。在二型糖尿病患者體內， SGLT2有可能過於活躍，導致腎臟重新吸收過多葡萄糖。

## 抑制SGLT2
抑制SGLT2可減少近端腎小管重新吸收葡萄糖至血液的份量，增加尿糖排泄量、熱量流失和滲透性利尿。因此，抑制SGLT2對血糖、體重和血壓，均有改善作用。

### 抑制SGLT2在糖尿病及相關管理中的重要角色
要妥善管理2型糖尿病，是相當複雜及具挑戰性的。雖然2型糖尿病患者可使用各種治療方法降低血糖，但不少個案採用了這些方法後，仍未必能達致理想的血糖目標。至於療效未如理想的成因，多是因為在治療過程中，出現了副作用，如體重增加、低血糖和胃腸道不適等，因而拖延了治療進度。
钠-葡萄糖协同转运蛋白2抑制剂（SGLT2抑制劑）能直接針對葡萄糖，且毋需依賴β細胞功能和胰島素抗性機制。
目前，醫學界正就SGLT2抑制劑的抑制機制進行臨床研究，期望找出此機制對控制糖尿病患者的血糖、體重、血壓、β細胞功能和胰島素抵抗程度等的成效。此外，醫學界亦正在研究SGLT2抑制劑導致低血糖症、尿道和生殖器感染的風險。
醫學界期望，SGLT2抑製劑可成為治療2型糖尿病(T2D)的另一個重要臨床方案。

### 認識抑製SGLT2的研發過程[25]
- 早於在1835年，根皮苷複合物是由法國化學家發現可從蘋果樹的根皮中分離出來，後來被研製成SGLT1抑製劑和SGLT2抑製劑。
- 動物研究顯示，根皮苷能誘導尿糖排泄，使空腹血糖持續正常水平，和避免餐後高血糖症。
- SGLT2抑製劑的效用則與根皮苷相類似，但抑製劑已被合成為更有效和更選擇性針對SGLT2，因此治療效果會更為顯著。